# يسرائيل مئير لاو
يسرائيل مئير لاو (بالعبرية: ישראל מאיר לאו؛ 1 يونيو 1937‏) شغل منصب الحاخام الأكبر لتل أبيب، ورئيس ياد فاشيم.  شغل سابقًا منصب الأشكنازي الحاخام الأكبر لإسرائيل 1993-2003.